# 高田真希 (声優)
高田 真希（たかだ まき、3月12日）は日本の女優。マルチタレント。杉並区在住。幼少時に舞台デビュー、その後養成所で演劇を学び、セブンキャッツで舞台活動。ビクター国際歌謡祭をきっかけに声優・モデルプロダクションに所属後フリーで活動。現在、フリーの活動団体や制作会社「FACE」「オフィスノア」「T‐FACE」「TFC」にて講師をしながら、CMプランナーとしても活躍中。
2018年ごろからアマゾンの電子書籍で多くの出版をしている。ぷらずもん　～　共鳴のぷらずもん編　高田真希 (著)　などを出版しています。

## 来歴・人物
特徴は腰までのロングヘア　趣味は小説を書くこと・カラオケなど。
非常に多才であり、詩吟、古典芸能三代目、珠算 段位取得、日本舞踊や生け花、書道、川柳、詩で受賞など様々な場で活躍している。

## 主な出演作品

### アニメ
- 人工衛星アニメ（全役）
- マジカルリオン（リオンの母、ナレーション）金竜賞

### オリジナルビデオ
- ヴィジュアル・バンディッツ 第3話「ホシノフルサト」2000年、宮本拓監督・川崎ヒロユキ脚本（神楽の踊り子役）

### テレビ
- どうーなってるの?!
- いつみても波瀾万丈
- 想い出の滴
- うそこい
- テレフォンショッピングスペシャル（商品紹介）
- 国民クイズ常識の時間
- 危機一髪SOS
- ピタゴラスイッチ（NHK教育テレビ、お母さん役）

## CM

### 実写
- ソフマップ
- カラオケ映像（お母さん役）
- 携帯電話CM（ウェイトレス役）
- ドンキホーテ（有線）
- マルハチ・ハンディシャワー
- マルハチ・ポータブルシャワー
- PTTサービスプロモートビデオ

### 声
- ラディックス
- ドンキホーテ
- アドビ アフターエフェクト（紹介ナレーション）
- PTTサービスプロモートビデオ
- 読売新聞社たしかメディア
- ムサシヤ
- 大洋堂
- ピカソ

### ナレーション
- 学習塾　放送CMナレーション
- 千葉ゴルフクラブ　VPナレーション
- 有線放送　DJパーソナリティ　レギュラー出演
- ドンキホーテ　VP　レポーター
- 証券業務コンプライアンス　司会
- 郵便局ビデオ　司会
- 東京會舘CM
- 防災教育マニュアル
- 日本舞踊　舞台ナレーション（花柳流）
- 琴弦楽　舞台ナレーション

### VP
- 「永代家系譜」（販促VP）主役：ゆき役
- 「DVDプレーヤー」（販促VP）宣伝ガール役
- 防災教育マニュアル（企業VP）主役：真希ちゃん役
- e.wilhelmデモンストレーションビデオ（企業VP）
- ドンキホーテ
- 住友電工

## キャラクターボイス
- 住友電工アニメ・主役「エコ坊や」役
- 読み上げ算CD初級編「読み上げ太郎」役
- 読み上げ算CD中級編「読み上げ太郎」役

## 音楽（カラオケ配信）
- つきにとどくまで
- りらっくす
- ゆるっとふぁいと

CMテーマソング。
- ふたり

Kouhei-Yとのコラボ楽曲。
- 青春

歌声喫茶で人気の高い楽曲。芹洋子や青柳常夫に続き高田がコンサートなどで歌唱。高田真希名義でカラオケ配信。
- ウラルのぐみの木

ロシア民謡。高田のコンサートでも人気の高い楽曲。高田真希名義でカラオケ配信。編曲はmiso soupの二階堂智晃。

## モデル
- 学習塾ポスターモデル
- 個展モデル
- 岡山ぶどう
- さいほく

## イベント
- 「ぐるぐる真希のひっちゃかメイド」
- イバラードの展示会映像（ナレーション、キャラボイス）

## コンテスト等
- ビクター国際歌謡祭　銀メダル
- デジタルアイドルコンテスト　グランプリ受賞
- 国際アニメフェア「優しい魔法の使い方」アニメ脚本受賞

- 国際アジア映画祭出品(監督)
- 国際映画「サエギルモノ」監督
- 国際映画「音楽に隔たりはない」監督
- 国際映画「迷子びっくり」
- 国際カンヌ映画祭出品

## その他
- NPOうたの会への参加
- 都のイベントへの参加
- 歌声喫茶で歌唱
- フリースクール展開
- miso soupの楽曲『三角チョコパイ』コラボ歌唱